# Craig Cooper
Craig Richard Cooper (* 28. Februar 1981 in Wellington) ist ein neuseeländischer Badmintonspieler. Die ebenfalls im Badminton erfolgreichen Richard Purser und Bryan Purser sind seine Onkel.

## Karriere
Craig Cooper nahm 2008 im Mixed an Olympia teil. Er verlor dabei gleich in Runde eins und wurde somit 9. in der Endabrechnung. 2006 hatte er bereits Gold im Doppel und Bronze im Mixed bei der Ozeanienmeisterschaft gewonnen. Die Australian Open gewann er 2007.

## Sportliche Erfolge
| Saison | Veranstaltung           | Disziplin    | Platz | Name                                  |
| ------ | ----------------------- | ------------ | ----- | ------------------------------------- |
| 2002   | Auckland International  | Herrendoppel | 2     | Chris Blair / Craig Cooper            |
| 2002   | Auckland International  | Mixed        | 3     | Craig Cooper / Renee Flavell          |
| 2004   | Auckland International  | Mixed        | 3     | Craig Cooper / Rebecca Gordon         |
| 2005   | Australian Open         | Herrendoppel | 2     | Geoffrey Bellingham / Craig Cooper    |
| 2006   | Australian Open         | Mixed        | 2     | Renee Flavell / Craig Cooper          |
| 2006   | Ozeanienmeisterschaft   | Herrendoppel | 1     | Geoffrey R. Bellingham / Craig Cooper |
| 2006   | Ozeanienmeisterschaft   | Mixed        | 3     | Craig Cooper / Renee Flavell          |
| 2006   | Victorian International | Mixed        | 3     | Craig Cooper / Donna Cranston         |
| 2007   | Fiji International      | Mixed        | 1     | Craig Cooper / Renee Flavell          |
| 2007   | Australian Open         | Mixed        | 1     | Renee Flavell / Craig Cooper          |
| 2007   | Victorian International | Mixed        | 1     | Craig Cooper / Renee Flavell          |
| 2007   | Samoa Future Series     | Mixed        | 1     | Craig Cooper / Renee Flavell          |
| 2007   | Victorian International | Herrendoppel | 3     | José Antonio Crespo / Craig Cooper    |
| 2007   | Samoa Future Series     | Herreneinzel | 3     | Craig Cooper                          |
| 2008   | Olympia                 | Mixed        | 9     | Craig Cooper / Renee Flavell          |
| 2008   | Ozeanienmeisterschaft   | Mixed        | 2     | Craig Cooper / Renee Flavell          |